# Christer Skeppstedt
Knut Hans Christer Skeppstedt, född 16 december 1947 i Nyköping, är en svensk skådespelare.  
Skeppstedt studerade vid Statens scenskola i Stockholm. 

## Filmografi (urval)
- 1972 – Klara Lust
- 1974 – Rymmare
- 1977 – Jack

## Teater

### Roller (ej komplett)
| År   | Roll                     | Produktion                                              | Regi            | Teater                           |
| ---- | ------------------------ | ------------------------------------------------------- | --------------- | -------------------------------- |
| 1974 |                          | Drottningens juvelsmycke Carl Jonas Love Almqvist       | Torsten Sjöholm | Norrköping-Linköping stadsteater |
| 1977 | Moses Abraham            | Hundarna i Casablanca Christer Kihlman                  | Marianne Rolf   | Riksteatern                      |
| 1978 | Claudio, en ung adelsman | Lika för lika (Measure for Measure) William Shakespeare | Claes Lundberg  | Örebroensemblen                  |